# Raymond Smillie
Raymond Smillie, född 18 januari 1904 i Toronto, död 21 april 1993 i Sault Sainte Marie i Ontario, var en kanadensisk boxare.
Smillie blev olympisk bronsmedaljör i weltervikt i boxning vid sommarspelen 1928 i Amsterdam.